# Wehldorf (Beverstedt)
Wehldorf (niederdeutsch Wehldörp) ist ein Ortsteil der Ortschaft Beverstedt, die zur Einheitsgemeinde Beverstedt im niedersächsischen Landkreis Cuxhaven gehört.

## Geografie
|                                       | Heerstedt                                   | Wollingst                                  |
| Lunestedt – Ortsteil Westerbeverstedt | Kompassrose, die auf Nachbargemeinden zeigt | Ortschaft Beverstedt – Ortsteil Osterndorf |
|                                       | Ortschaft Beverstedt                        |                                            |

(Quelle:)

## Geschichte

### Eingemeindungen
Am 1. August 1929 wurde Heyerhöfen nach Wehldorf eingemeindet.
Zum 1. Februar 1971 wurde die zuvor eigenständige Gemeinde Wehldorf in die Gemeinde/Flecken Beverstedt eingegliedert. Zur selben Zeit wurde die Gemeinde/Flecken Beverstedt eine der neun Mitgliedsgemeinden der Samtgemeinde Beverstedt.
Am 1. November 2011 wurde das zuvor selbständige Beverstedt – mit seinen Ortsteilen Osterndorf und Wehldorf – eine Ortschaft in der Einheitsgemeinde Beverstedt.

### Einwohnerentwicklung
| Jahr      | 1910  | 1925  | 1933  | 1939  | 1950  | 1956  |
| --------- | ----- | ----- | ----- | ----- | ----- | ----- |
| Einwohner | 134 ¹ | 124 ² | 168   | 150   | 275   | 215   |
| Quelle    | [ 7 ] | [ 8 ] | [ 8 ] | [ 8 ] | [ 1 ] | [ 1 ] |

¹ der 1929 eingemeindete Ort Heyerhöfen (= 21 Einwohner) mit einberechnet

² der 1929 eingemeindete Ort Heyerhöfen mit einberechnet (ohne Einwohnerangaben)
|  |

## Politik

### Gemeinderat und Bürgermeister
Auf kommunaler Ebene wird Wehldorf von dem Rat der Gemeinde Beverstedt vertreten.

### Wappen
Der Entwurf des Kommunalwappens von Wehldorf stammt von dem Heraldiker und Wappenmaler Albert de Badrihaye, der zahlreiche Wappen im Landkreis Cuxhaven erschaffen hat.
| Wappen von Wehldorf | Blasonierung: „In Silber ein blauer, welliger Balken, oben und unten von drei blauen Feuerstrahlen begleitet, oben 1 : 2, unten 2 : 1.“ |
| Wappen von Wehldorf | Wappenbegründung: Der Name Wehldorf (1358 – Wedeldorp) wird als Dorf an der Furt (Wedel) in einem Wasserlauf gedeutet. Der wellige Balken weist auf den Wasserlauf hin. Die sechs Feuerstrahlen als Sinnbilder von Feuerstellen erinnern daran, dass es um 1500 in Wehldorf sechs Höfe gab. |

## Persönlichkeiten
Personen, die mit dem Ort in Verbindung stehen
- Nikolaus Tietjen (1873–1924), Landwirt, Bürgermeister von Appeln, Abgeordneter und Mitglied der Steuereinschätzungskommission des Kreistags Geestemünde, er veranlasste während der notgeprägten Inflationsjahre 1921/22 die Ausgabe der sog. „Söben-Dörper-Schiene“ (Sieben-Dörfer-Scheine) u. a. in Wehldorf